# Římskokatolická farnost Touchořiny
Římskokatolická farnost Touchořiny (lat. Taucherzina) je církevní správní jednotka sdružující římské katolíky na území vesnice Touchořiny a v jejím okolí. Organizačně spadá do litoměřického vikariátu, který je jedním z 10 vikariátů litoměřické diecéze.

## Historie farnosti
První písemná zmínka o farní lokalitě Touchořiny pochází z roku 1391. Od roku 1788 zde byla lokálie. Od téhož roku jsou také vedeny matriky. Farnost byla zřízena v roce 1854.

### Duchovní správcové vedoucí farnost
Začátek působnosti jmenovaného v duchovní správě farnosti od roku:
- 1789 cap. loc. Nicol. Weidhaas OP
- 1794 cap. loc. Franc. Reinisch
- 1807 cap. loc. Bernard. Viererbl
- 1820 cap. loc. vacat
- 1820 cap. loc. Anton. Tschakerth, n. 3. 10. 1783 Neostadiens., o. 31.8.1807
- 1830 cap. loc. Leop. Hühnl, n. 12. 10. 1793 Wohlaviens., o. 15. 8. 1817, † 24. 6. 1833
- 1834 cap. loc. admin. Joan. Nowotny, n. 15. 5. 1793 Jilemnice, o. 1. 11. 1823
- 1835 cap. loc. Jos. Teiser, n. 25. 1. 1783 Chomutov, o. 8. 9. 1805
- 1837 cap. loc. Wenc. Hoyer, n. 28. 9. 1795 Johnsdorfens., o. 24. 8. 1820
- 1842 cap. loc. vacat, admin. interim. Jos. Tischer
- 1847 cap. loc. vacat, admin. interim. Jos. Seemann
- 1848 cap. loc. Dan. Herget, n. 23. 7. 1804 Engelhaus, o. 28. 9. 1832
- 1852 cap. loc. vacat, adm. int. Jos. Pietsch
- 1853 cap. loc. Car. Müller, n. 20. 7. 1798 Slatinice, o. 24. 8. 1821
- 1854 chybí katalog
- 1855 proto-par. (1. farář) Car. Müller, n. 20. 7. 1798 Slatinice, o. 24. 8. 1821, † 12. 11. 1864
- 1865 par. vacat, admin. int. Wenc. Jebautzke
- 1866 Anton. Friedrich, n. 25. 7. 1810 Brandens., o. 20. 8. 1837, † 25. 4. 1894
- 1882 par. vacat, admin. excurr. Franc. Stalla
- 1883 Adolph. Porstendörfer, n. 23. 10. 1850 Trupschitz, o. 19. 7. 1873, † 15. 7. 1918
- 1885 par. vacat, admin. excurr. Franc. Stalla
- 1886 Aug. Müller, n. 15. 5. 1850 Nixdorf, o. 19. 7. 1873, † 23. 4. 1899
- 1888 Laurent. Křapka, n. 10. 8. 1847 Bořkov, o. 19. 7. 1873, † 18. 6. 1898
- 1892 Flor. Schöpfer, n. 4. 5. 1823 Reichenberg, o. 22. 7. 1849, † 15. 11. 1899
- 1895 par. vacat, admin. excurr. Franc. Stalla
- 1896 Steph. Protze, n. 16. 4. 1864 Hainspach, o. 25. 3. 1888
- 1898 Jos. Rejzek, n. 17. 6. 1861 Oudrnic., o. 17. 5. 1885, † 2. 4. 1899
- 1900 Jos. Brunclík, n. 4. 9. 1868 Březka, o. 2. 7. 1893, † 7. 6. 1948
- 1908 par. vacat admin. excurr. Henr. Müller
- 1909 Jos. Müller, n. 19. 7. 1873 Schluckenau, o. 21. 3. 1897
- 1912 Jos. Pfeifer, n. 28. 5. 1875 Malstatt (D), o. 8. 12. 1903, † 31. 8. 1929
- 1914 par. vacat admin. interc. Jos. Bittner
- 1915 Aloys. Sauberer, n. 16. 6. 1870 Wien- Meidling, o. 19. 7. 1898
- 1916 Jos. Wagner, n. 15. 11. 1885 Nieder- Rochlitz, o. 11. 7. 1909
- 1922 par. vacat admin. excurr. Joann. Zerwes
- 1923 Otto Steinbrecher, n. 12. 11. 1891 Hochstüblau (D), o. 2. 7. 1916
- 1929 par. vacat admin. excurr. Oscar. Fuchs
- 1932 par. vacat admin. interc. Henr. Möllenbruck
- 1. 9. 1940 Ferd. Kraupner, n. 25. 4. 1878 Jevíčko, o. 13. 7. 1902
- 1. 6. 1946 Franc. Blaschke
- 1. 11. 1946 Alois Bubeník OFM Cap.
- 1. 2. 1951 Bohumil Landsmann
- 1. 7. 1954 Milík Blahák
- 1. 9. 1956 Josef Vadovič
- 15. 10. 1958 Ladislav Cikryt
- 1. 9. 1966 Jaroslav Rusňák
- 1. 2. 1969 František Gavlák
- 25. 2. 1981 Anton. Danišovič OFM
- 1. 2. 1992 Karel Havelka, admin. exc. z Žitenic[3]

Kromě kněží stojících v čele farnosti, působili ve farnosti v průběhu její historie i jiní kněží. Většinou pracovali jako farní vikáři, kaplani, katecheté, výpomocní duchovní aj.

## Území farnosti
Do farnosti náleží území těchto obcí:
- Touchořiny (Taucherin[p 2])
- Dolní Šebířov (Nieder Rebire[p 2])
- Hlupice (Luppitz[p 2])
- Lukavice (Lukowitz[p 2])
- Nová Ves (Neudörfl[p 2])
- Přední Nezly (Vordernessel[p 2])
- Zadní Nezly (Hinternessel[p 2])

## Římskokatolické sakrální stavby na území farnosti
| | Stavba             | Místo          | Bohoslužby             | Zeměpisné souřadnice             | Status               |                |                |
| Zaniklý kostel | Zaniklý kostel     | Zaniklý kostel | Zaniklý kostel         | Zaniklý kostel                   | Zaniklý kostel       | Zaniklý kostel | Zaniklý kostel |
| --- | ------------------ | -------------- | ---------------------- | -------------------------------- | -------------------- | -------------- | -------------- |
| 1. | Kostel sv. Prokopa | Touchořiny     | nelze sloužit          | 50°37′37″ s. š., 14°14′12″ v. d. | zaniklý farní kostel |                |                |
| Kaple |                    |                |                        |                                  |                      |                |                |
| 2. | Kaple              | Dolní Šebířov  | neslouží se pravidelně | 50°38′10″ s. š., 14°15′30″ v. d. | obecní kaple         |                |                |
| Některé drobné sakrální stavby a pamětihodnosti lze dohledat zde v databázi Drobné sakrální památky Zaniklé sakrální stavby lze dohledat zde v databázi Poškozené a zničené kostely, kaple a synagogy v České republice |                    |                |                        |                                  |                      |                |                |

Ve farnosti se mohou nacházet i další drobné sakrální stavby, místa římskokatolického kultu a pamětihodnosti, které neobsahuje tato tabulka.

## Příslušnost k farnímu obvodu
Z důvodu efektivity duchovní správy byl vytvořen farní obvod (kolatura) farnosti Žitenice, jehož součástí je i farnost Touchořiny, která je tak spravována excurrendo.